# Station Rusiec Łódzki
Station Rusiec Łódzki is een spoorwegstation in de Poolse plaats Rusiec.